# Circle Jerks
Circle Jerks — американская хардкор-панк-группа, образованная вокалистом Китом Моррисом и (будущим гитаристом Bad Religion) Грегом Хетсоном в 1979 году в Эрмоза-Бич, Калифорния, и в первой половине 80-х годов считавшаяся ведущей на лос-анджелесской панк-сцене.
Группа распадалась и воссоединялась три раза, периодически заменяя басиста или барабанщика. Первый распад произошёл после выпуска пятого альбома VI, из-за решения Хетсона о переходе в Bad Religion. В 1994 группа воссоединилась и в этом же году записала альбом Oddities, Abnormalities and Curiosities, после чего отправилась в турне. Затем, пути членов Circle Jerks снова разошлись, так как Хетсон много времени уделял Bad Religion. Они ещё раз объединились в 2001 году, однако с 2010 приостановили свою деятельность.
На сегодняшний день, Circle Jerks выпустили шесть студийных альбомов, один сборник, концертный альбом и запись концерта на DVD. Их последний студийный альбом, Oddities, Abnormalities and Curiosities был выпущен в 1995 году, это единственный альбом, созданный после первого распада группы.
В числе тех, кто упоминают Circle Jerks в «списках влияния», — Anti-Flag, Dropkick Murphys, Good Riddance, NOFX, The Offspring.

## История
Группа образовалась после того, как в 1979 году Кит Моррис (вскоре после выпуска Nervous Breakdown EP) покинул Black Flag и пригласил к участию в новом составе гитариста Грега Хетсона (англ. Greg Hetson), Роджера Роджерсона, бас-гитариста с классическим музыкальным образованием, и барабанщика Лакки Лерера.
На дебютном альбоме Group Sex (1980, Frontier Records) было представлено 14 песен общей длительностью 15 минут, некоторые из которых Моррис подготовил для Black Flag. В том же году Circle Jerks оказались в числе нескольких калифорнийских панк-групп, снятых Пенелопой Сфирис для документального фильма The Decline of Western Civilization; в саундтрек были включены концертные версии нескольких песен дебютного альбома.
Второй альбом Wild in the Streets (1981) был выпущен уже на Faulty Products (лейбле, подопечном I.R.S. Records): его заглавный трек — кавер песни, исполнявшейся Джуди Гарленд. Почти сразу же Faulty Products прекратил своё существование и группа осталась не только без контракта, но и без мастер-тейпа Wild In The Streets. В 1988 году по этой причине альбом, перевыпущенный на CD, пришлось микшировать заново.

### 1983—1989
Свой третий альбом Golden Shower of Hits Circle Jerks выпустили на LAX Records, а заглавный трек сконструировали из шести кавер-версий (The Association, The Carpenters, Тэмми Вайнетт), создав «историю о любви, нежелательной беременности, женитьбе и разводе». Трек «Coup D’Etat» был использован Алексом Коксом в одном из его ранних фильмов «Repo Man», где появляется и сама группа, исполняя акустическую версию песни «When The Shit Hits The Fan».
После того, как Роджерсона и Лерера заменили в составе Зандер Шлосс (англ. Zander Schloss) и Кейт Кларк (англ. Keith Clark) соответственно, группа в четвёртый раз сменила лейбл и подписала контракт с Combat Records («металлизированным отростком» Relativity Records), где появился свой панк-филиал, Combat Core. Здесь вышли альбомы Wonderful (1985) и VI (1985).
Трек «Love Kills» был заказан Алексом Коксом специально для фильма «Сид и Нэнси» (он звучит в самом конце, в титрах). Вскоре, однако, Зандер и Шлосс ушли из Circle Jerks; некоторое время (после ухода из Megadeth) здесь играл Крис Поланд.

### Перерыв (1990—1993)
В 1989 году Хетсон стал участником Bad Religion. Circle Jerks распались, дав несколько концертных выступлений (одно из них документировано альбомом Gig, третьем релизе на Relativity). Во время перерыва Хетсон продолжал работу в Bad Religion, Шлосс играл на гитаре и басу в разных коллективах, Кларк ушёл из музыки, Моррис стал разнорабочим, у него появились проблемы со здоровьем, начал чрезмерно употреблять наркотики и алкоголь.

### Воссоединение (1994—1996)
В 1994 году собрались вновь и подписали мажорный контракт с Mercury Records, что вызвало осложнения юридического характера: Хетсон все ещё был участником Bad Religion (группы, имевшей долгосрочный контракт с Atlantic Records), в то время как у Шлосса были обязательства перед Interscope Records.
Уладив дела, Circle Jerks выпустили Oddities, Abnormalities and Curiosities (1995). «I Wanna Destroy You» (кавер на The Soft Boys) был записан при участии поп-певицы Дебби Гибсон, которая позже неожиданно выступила с группой в клубе CBGB. Несмотря на большое внимание прессы к группе, она распалась вновь. Этот распад не был безоговорочным, группа периодически выступала до конца девяностых, однако в итоге Кларк навсегда покинул музыку.

### 1997—2009
В следующий раз группа собралась лишь после того, как стало известно, что Моррис болен диабетом. Последовали благотворительные концерты, в которых приняли участие многие известные панк-группы. Ядро группы, состоящее из Морриса, Хетсона, Шлосса, вместе с ударником Кевином Фитрегральдом продолжали выступления до 2010 года, в перерыве между другой деятельностью — Хетсон все ещё участвовал в Bad Religion, Шлосс играл на басу для реформированной панк группы первого поколения The Weirdos, Моррис был директором звукозаписывающего лейбла V2 Records, до его неожиданного закрытия владельцами в 2007 году. Басист из основного состава, Роджер Роджерсон, умер в 1996 году от передозировки наркотиков.
В 2004, Circle Jerks выпустили запись концерта на DVD, которая входит в серию The Show Must Go Off! от Kung-Fu Records, на которой группа играет песни из всех предыдущих шести альбомов, также в качестве отсылки к другим проектам членов группы, были исполнены каверы на «Solitary Confinement» от The Weirdos и «Nervous Breakdown» от Black Flag.
В течение следующих нескольких лет, ходили слухи о новом альбоме Circle Jerks, готовился материал, однако никаких дальнейших заявлений сделано не было. В феврале 2007, на странице Myspace, группа выпустила первую новую песню с 1995 года названную «I’m Gonna Live», подкрепив тем самым слухи о новом альбоме. Однако, в апреле 2008 года, гитарист Хетсон дал интервью, в котором заявил что Circle Jerks не планируют выпускать новые студийные записи и будущее группы туманно.
Затем, Circle Jerks участвовали в телевизионной рекламе для радио XM Satellite (была использована песня «Operation» из альбома Group Sex). Также на своей странице Myspace группа выпустила кавер на песню «The Slave» от The Germs.

### 2010 — настоящее время
С 2010 года Circle Jerks взяли очередной перерыв, из-за разногласий между Китом Моррисом и остальными членами группы. Причина конфликта — песни, написанные Моррисом и Дмитрием Коатсом. Коатс (из Burning Brides), который как предполагалось спродюсирует новый альбом Circle Jerks, решил что песни Грега Хетсона не подходят к остальным из репертуара Circle Jerks. Моррис согласился и они вместе с Коатсом написали свои собственные песни для нового альбома. Другие члены группы, сочтя такое поведение Коатса высокомерным и эгоистичным, потребовали его отстранения от продюсерской работы. Моррис не согласился и они вместе с Коатсом пригласили Стевена Шейна из Redd Kross и Марио Рубалкаба (Rocket from the Crypt, Hot Snakes), чтобы основать группу Off!.

## Дискография

### Студийные альбомы
| Год  | Заголовок                               | Лейбл      | Формат | Дополнительная информация              |  |
| ---- | --------------------------------------- | ---------- | ------ | -------------------------------------- |  |
| 1980 | Group Sex                               | Frontier   | LP/CD  | Дебютный альбом.                       |  |
| 1982 | Wild in the Streets                     | Frontier   | LP/CD  | Продюсер Дэвид Эндерли и Гэри Херстиус |  |
| 1983 | Golden Shower of Hits                   | Allegiance | LP/CD  |                                        |  |
| 1985 | Wonderful                               | Combat     | LP/CD  |                                        |  |
| 1987 | VI                                      | Combat     | LP/CD  | Последний альбом перед распадом        |  |
| 1995 | Oddities, Abnormalities and Curiosities | Mercury    | CD     | Дебют на мэйджор-лейбле                |  |